# Willa Jasny Dom w Warszawie
Willa „Jasny Dom” – modernistyczna willa z 1934 roku znajdująca się przy ul. Świerszcza 2 w warszawskiej dzielnicy Włochy. 

## Historia
Budynek został wzniesiony na początku lat 30. XX wieku. na zamówienie burmistrza Włoch Franciszka Kosteckiego. W 1936 roku został zakupiony przez Józefa Kasperkiewicza, notariusza z Pabianic.

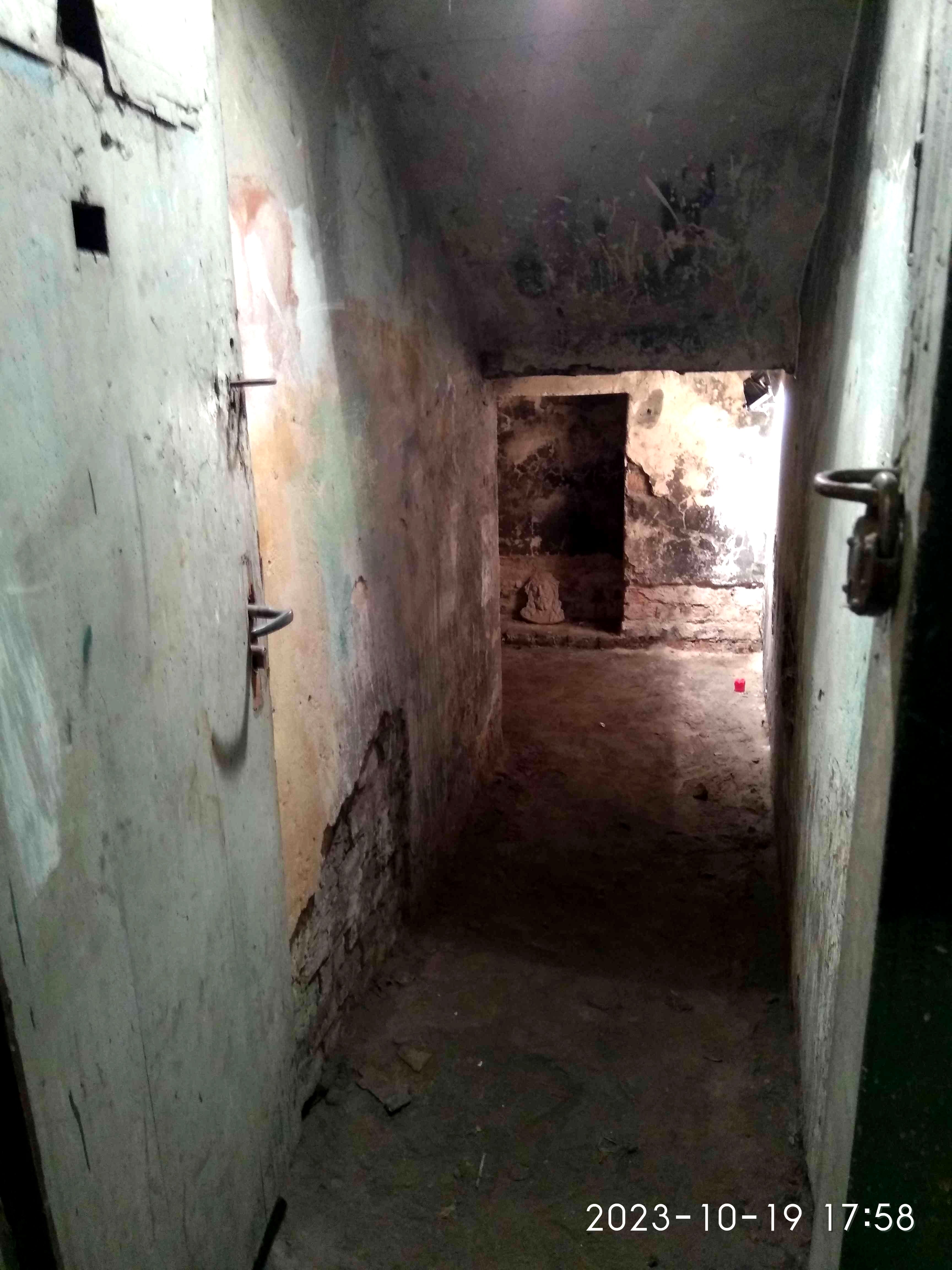
Fragment korytarza w piwnicach

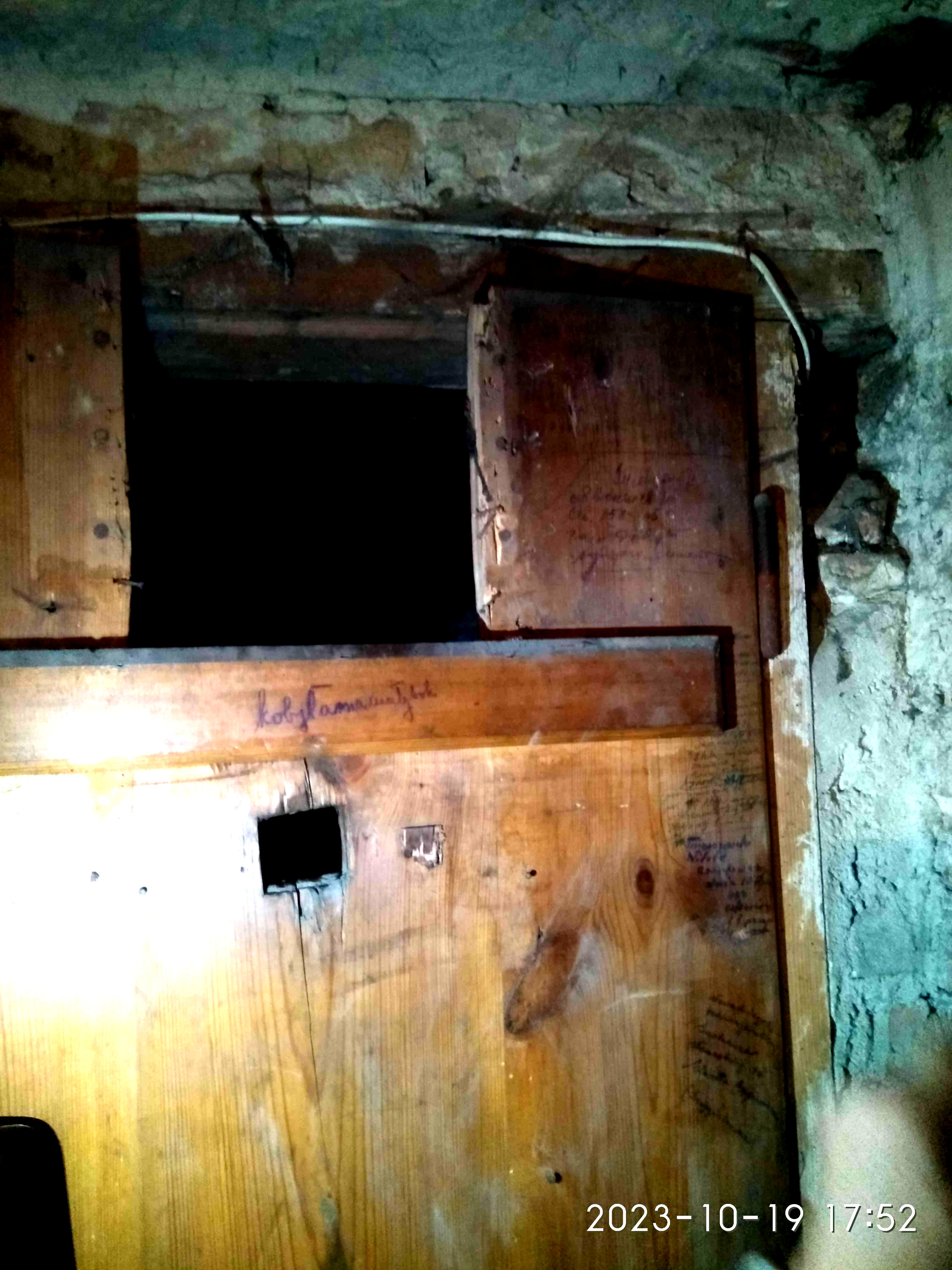
Zachowane napisy

Willa nie ucierpiała w czasie II wojny światowej. W styczniu 1945 z rozkazu Wojennego Komendanta miasta Włochy rodzina Kasperkiewiczów zmuszona została do opuszczenia budynku, który stał się stalinowskim aresztem i siedzibą zagranicznej komórki organizacyjnej NKWD i NKGB/MGB wykorzystywanym przez sowiecki kontrwywiad wojskowy Smiersz (wspólny strukturalnie z ww. urzędami) i kontrwywiad wojskowy Polski ludowej (Główny Zarząd Informacji WP). Zbiorowe cele ulokowano wówczas w pomieszczeniach piwnicznych willi. Zachowały się w nich wykonane przez więźniów inskrypcje wskazujące, iż był wśród nich m.in. Bolesław Piasecki. Osoby tam przesłuchiwane trafiały m.in. do obozu NKWD w Rembertowie.
W późniejszym okresie w willi ulokowano Rejonową Komendę Uzupełnień. W 1992 roku budynek odzyskali spadkobiercy przedwojennych właścicieli.
W marcu 2006 roku na ścianie „Jasnego Domu” odsłonięto tablice pamiątkową upamiętniającą ofiary sowieckich represji przetrzymywane w tym budynku. W 2009 piwnice budynku zostały wpisane do rejestru zabytków. W 2013, z inicjatywy Jolanty Piekarskiej, Macieja Piekarskiego oraz Marleny Piekarskiej-Olszówki, powstała Fundacja „Willa Jasny Dom“, która opiekuje się zabytkowymi piwnicami.